# Elezioni legislative nei Paesi Bassi del 1959
Le elezioni legislative nei Paesi Bassi del 1959 si tennero il 12 marzo per il rinnovo della Tweede Kamer.

## Risultati
| Liste                                           | Voti      | %     | Seggi |
| ----------------------------------------------- | --------- | ----- | ----- |
| Partito Popolare Cattolico                      | 1 895 914 | 31,60 | 49    |
| Partito del Lavoro                              | 1 821 285 | 30,36 | 48    |
| Partito Popolare per la Libertà e la Democrazia | 732 658   | 12,21 | 19    |
| Partito Anti-Rivoluzionario                     | 563 091   | 9,39  | 14    |
| Unione Cristiana-Storica                        | 486 429   | 8,11  | 12    |
| Partito Comunista dei Paesi Bassi               | 144 542   | 2,41  | 3     |
| Partito Politico Riformato                      | 129 678   | 2,16  | 3     |
| Partito Pacifista-Socialista                    | 110 499   | 1,84  | 2     |
| Alleanza Politica Riformata                     | 39 972    | 0,67  | –     |
| Partito dei Contadini - PLM                     | 39 423    | 0,66  | –     |
| Gruppo-Ponte                                    | 34 723    | 0,58  | –     |
| Unione Nazionale Cristiana Positiva             | 1 317     | 0,02  | –     |
| Totale                                          | 5 999 531 | 100   | 150   |